# Повелителят на дракони
„Повелителят на дракони“ (на немски: Drachenreiter; на английски: Dragon Rider) е анимационен фентъзи филм от 2020 г. на режисьора Томер Ешед, сценарият е на Джон Р. Смит и е продуциран от Оливър Бербен и Кристоф Мьолер. Базиран е на едноименната книга, написана от Корнелия Функе през 1997 г. и е вдъхновение на поредицата „Как да си дресираш дракон“ от Кресида Коуел. Филмът е планиран да излезе по кината на 6 август 2020 г., но заради пандемията от COVID-19 премиерата е отменена до 1 октомври 2020 г.
„Нетфликс“ притежава правата на филма и той излиза в стрийминг платформата на 10 септември 2021 г.

## В България
В България филмът излиза по кината на 28 май 2021 г., разпространен от „Лента“, собственост на „Нова Броудкастинг Груп“. Дублажът е нахсинхронен в „Андарта Студио“.
По-късно се излъчва многократно по „Кино Нова“ и „Нова“.

### Нахсинхронен дублаж
| Роля                | Изпълнител           |
| ------------------- | -------------------- |
| Огнемет             | Камен Асенов         |
| Сорел               | Милица Гладнишка     |
| Бен Грийнблум       | Борис Кашев          |
| Жигосващия          | ?                    |
| Гърботрошач         | Константин Лунгов    |
| Великият джин       | Константин Лунгов    |
| Сивобрад            | Николай Пърлев       |
| Професор Зеленовцет | Иван Велчев          |
| Чакълобрад          | Иван Велчев          |
| Субиша Гулаб        | Таня Михайлова       |
| Дийпа               | Христо Бонин         |
| Клечокрак           | Явор Караиванов      |
| Бащата на Сорел     | Явор Караиванов      |
| Майката на Сорел    | Цветослава Симеонова |
| Гранитобрад         | Росен Русев          |
| Каменобрад          | ?                    |
| Други гласове       | Петър Върбанов       |

| Пост                | Име            |
| ------------------- | -------------- |
| Режисьор на дублажа | Кирил Бояджиев |